# Giuseppe Maria Terzi
Pour les articles homonymes, voir Terzi.
Giuseppe Maria Terzi, né le 4 juin 1736 à Cesena et mort le 27 octobre 1803, est un prélat italien, évêque de Montefeltro.

## Biographie
Ordonné prêtre en 1759, Giuseppe Maria Terzi est évêque de Montefeltro de 1777 à 1803.